# Oreophryne albopunctata
Oreophryne albopunctata är en groddjursart som först beskrevs av Van Kampen 1909.  Oreophryne albopunctata ingår i släktet Oreophryne och familjen Microhylidae. IUCN kategoriserar arten globalt som otillräckligt studerad. Inga underarter finns listade i Catalogue of Life.